# Walden (Tennessee)
Walden – miasto w Stanach Zjednoczonych, w stanie Tennessee, w hrabstwie Hamilton.